# Собакіна Марфа Василівна
Цариця Марфа Василівна, до шлюбу Собакіна (пом.. 13 листопада 1571) — третя дружина Івана Грозного, була його дружиною лише 15 днів, дочка коломенського дворянина.

## Біографія

### Родина
Про походження Марфи і про її сім'ю відомо мало, причому існують протиріччя. Збереглися відомості, що цей збіднілий дворянський рід походив з-під Коломни. Її батьком був Василь Степанович Собакін Великий (або Старший), хоча Таубе і Крузе помилково називають ним новгородського купця Григорія Собакіна.
Рід піднісся після одруження Марфи з царем, проте після смерті Марфи знову зник з виду. Як пише Б. М. Флоря, «коли цар у жовтні 1571 року відсвяткував свій шлюб з Мартою, батько дружини, Василь Степанович Собакин, був обдарований боярським саном, дядько, Василь Меншою, став окольничим, двоюрідний брат цариці, Каліст, — царським кравчим, інший син Василя Меншого, Семен, — царським стольником».
Варлаам Собакін Менший після смерті Марфи був пострижений у монастир. Двоюрідні брати Марфи також постраждали — як зазначає Б. М. Флоря, «не пройшло і двох років, як Каліст і Семен Собакіни були звинувачені в тому, що „хотіли чарами вапна“ царя і його дітей, і були страчені разом зі своїм батьком».
Вказується, що Малюта Скуратов, судячи з усього, доводився Марфі Собакіній далеким родичем.

### Огляд
Марфа була обрана в дружини царя після традиційної процедури оглядин наречених (1571 рік). Це були другі оглядини, влаштовані для царя, овдовілого вже два роки, і треті на Русі взагалі. Інша учасниця — Євдокія Сабурова, була віддана в дружини царевичу Івану. Для нього за переписом дворянських «дівок» в 1570 році було зібрано близько 2 тисяч дівчат, з яких було відібрано 24 спочатку, потім 12 дівчат.
|  | Нудьгуючи вдівством хоча і не цнотливим, він вже давно шукав собі третю дружину... З усіх міст звезли наречених в Слободу, і знатних і незнатних, числом більше двох тисяч: кожну представляли йому особливо. Спершу він вибрав 24, а після 12 ... довго порівнював їх в красі, в приємності, в розумі; нарешті вважав за краще всім Марфу Васильєву Собакіну [...], в той же час обравши наречену і для свого старшого царевича, Євдокію Богданову Сабурову. Батьки щасливих красунь з нічого стали боярами. (Карамзін) |

У записках німців Йоганна Таубе та Елерта Крузе збереглися відомості про цю процедуру. Коли привозили дівчат на оглядини, цар «входив у кімнату <…> кланявся їм, розмовляв з ними трохи, оглядав і прощався з ними». За свідченням німців, останню дюжину дівчат оглядали вже оголеними. При цьому був присутній лікар-англієць Елізеус Бомеліус, випускник Кембриджу, який приїхав на службу в Московське царство, причому «лікар мав оглянути їх сечу в склянці».

### Весілля
Заручини відбулися 26 червня 1571 року, але обрана наречена незабаром тяжко захворіла і почала «сохнути».
Шлюб, втім, відбувся 28 жовтня 1571 року в Александровій слободі, оскільки 41-річний цар «поклавши на Бога надію, любо виздоровіє».
На весіллі свахою були дружина і дочка Малюти Скуратова, а його дружками — сам Малюта і його зять Борис Годунов. Ймовірно, саме Малюта «лобіював» вибір даної нареченої. Відомо, що захід був веселим — з Великого Новгорода прибутку ціла ватага скоморохів і підводи з ручними ведмедями — для царської весільної потіхи. Через тиждень, 4 листопада, весілля зіграв царевич Іван Іванович, заручений в один день з батьком.
Вже після смерті Марфи, домагаючись права укласти заборонений церквою четвертий шлюб з Анною Колтовською, яка зайняла на тому ж огляді «2-е місце»), втретє овдовілий Іван клявся духовенству, що через хворобу нареченої та її раптову смерть вона не встигла стати йому дружиною — темні сили диявольські «воздвиже ближніх багатьох людей враждовати на царицю нашу, ще в дівчатах сущу… і тако їй отруту злий учиниша». Вище духовенство особливим вироком підтвердило, що шлюб не був консумований, тому що цар цноти нареченої «не розрішив».

### Смерть
Цариця Марфа померла через 15 днів після весілля. Як і у випадку з першими двома дружинами Івана, Анастасією Романівною та Марією Темрюковною, рання смерть цариці породила підозри в отруєнні і викликала гнів Івана. Офіційно було оголошено, що Марту знищили отрутою: «Диявол воздвиже ближніх багатьох людей враждовати на царицю нашу, ще в дівчатах сущу… і тако їй отруту злий учиниша». За деякими даними, в ході розслідування було страчено 20 осіб, у тому числі троє двоюрідних братів Марфи страчені «за чаклунство. Батько Марти Василь Великий Собакин насильно пострижений у ченці.
Існувало кілька кандидатур на роль того, хто «вивів» наречену отрутою. За однією з версій, це були родичі або першої дружини царя, або другої — Романови або Черкаські. За іншим припущенням, якесь «зілля» Марфі передала її мати, піклуючись про її «чадородіє». У записках «Про Московію» Данило Принц фон Бухау писав: «У третій шлюб він вступив з одного бояринею, яка померла, коли випила якесь питво, переслане їй матір'ю через придворного (з допомогою цього пиття вона, може бути, хотіла надбати собі плодючість); за це і матір, і придворного він стратив».
Духовна грамота царя Івана Васильовича (червень-серпень 1572 р.) згадує покійних Марту і Марію Темрюковну з проханням царевичам Івану і Федору поминати їх: «А що, з гріхом, жон моїх, Марії та Марфи, не стало, і ви б жон моїх, Мар'ю та Марту, а свої благодатния матері [Анастасію Романівну], поминали у всьому по тому, як аз заставив, і поминали б есте їх з усіма своїми батьки незабутньо».

### Поховання
Царицю поховали поруч з попередньою дружиною царя — Марією Темрюковною (у Вознесенському соборі кремлівського Вознесенського монастиря біля західної стіни храму; після знесення храму останки в 1930 р. перенесені в Архангельський собор).

«В літо 7080 листопада в 14 день государя царя і великого князя Івана Васильовича всієї Русі преставис благовірна і христолюбивая цариця велика княгиня Марфа на пам'я святого апостола Філіпа на першій годині дні».

Дослідження останків Марфи, проведене в 1990-ті роки, не виявило отруйних металів та інших стійких речовин; це, втім, не виключає використання рослинної отрути, яка не піддається хімічному аналізу.
Існує легенда, що під час розкриття гробниці царська наречена лежала в труні бліда, але ніби жива, не зачеплена тлінням, незважаючи на те, що пролежала під землею 360 років. Однак протягом кількох хвилин її обличчя почорніло і перетворилося на прах. За твердженням Т. Д. Панової, ця легенда нічого спільного з дійсністю не має.
У саркофазі також був виявлений головний убір — волосник, який гарно зберігся, прикрашений вишивкою, і унікальний скляний кубок італійської роботи на срібному піддоні,що не має аналогів в музейних зібраннях Росії.
У 2003 році криміналіст С. О. Нікітін відновив за її черепом скульптурний портрет.

## У мистецтві
- Історії Собакіної присвячена п'єса Л. О. Мея «Царська наречена» (1849); через півстоліття за п'єсою Мея написана однойменна опера (1899) М. А. Римського-Корсакова, яка в свою чергу екранізована в 1965 році.
- У п'єсі Михайла Булгакова «Іван Васильович» і в поставленому по ній фільмі «Іван Васильович змінює професію» Марфою Василівною звуть дружину Івана Грозного. Ця героїня не схожа на хворую царську наречену. Роль Марфи Василівни у фільмі виконала Ніна Маслова.
- Іван Грозний (телесеріал) (2009) — Дар'я Щербакова.